# لیندا اولوفسون (شناگر)
لیندا اولوفسون (به انگلیسی: Linda Olofsson) (زادهٔ ۲۹ اوت ۱۹۷۲) شناگر اهل سوئد است.